# Kanzleisprache
Als Kanzleisprache wird allgemein dasjenige Idiom bezeichnet, das für amtliche Schriftsätze der höfischen sowie im Heiligen Römischen Reich auch stadtstaatlichen Kanzleien Verwendung findet. Der Begriffsgebrauch ist seit dem 18. Jahrhundert nachweisbar.

## Nutzung des Begriffs
- In allgemeinster Definition bezeichnet der Begriff Kanzleisprache den besonderen administrativen Schriftsprachgebrauch unabhängig von Ort und Zeit (aber eingeschränkt auf eine örtlich konzentrierte Verwaltung), also zum Beispiel auch den spezifischen Stil der Palastbürokratie antiker Königreiche und Stadtstaaten.
- In engerer Definition bezieht sich der Terminus nur auf den besonderen Sprachstil der herrschaftlichen Kanzleien Europas in Mittelalter und Neuzeit, oft eingeengt auf die nichtlateinische/nichtgriechische Schriftsprache.
- Oft wird der Begriff Kanzleisprache in engster Definition auf die besonderen Ausformungen im deutschen Sprachraum bezogen, wo historisch im oberdeutschen Raum die Maximilianische Kanzleisprache, das am Hof in Prag verwendete Prager Kanzleideutsch, die Kanzleisprache in Wien, die Wiener Kanzleisprache, die oberdeutsche Schreibsprache sowie die Eidgenössische Landsprach eine wichtige Rolle spielten. Eine noch größere Bedeutung für die Herausbildung der neuhochdeutschen Sprache hatten aber die im mitteldeutschen Raum verwendeten Formen aus Meißen und Dresden (sächsische Kanzleisprache). In dieser Bedeutung wird das deutsche Wort auch in anderen Sprachen verwendet. Die sächsische Kanzleisprache verwendete Martin Luther bei seiner Bibelübersetzung von 1522.
- Daneben findet der Begriff Kanzleisprache auch als (pejoratives) Synonym von Amtsdeutsch (selten) Verwendung.
- Von der Kanzleisprache zu unterscheiden ist der Begriff der Geschäftssprache.[2]

## Standardisierende Wirkung
Die Kanzleisprache spielt bei der Herausbildung von Sprach- und Schriftstandards der jeweils verwendeten Sprache eine wichtige Rolle. Die standardisierende Wirkung der Kanzleisprache beruht zum einen auf der Ausstrahlung des Herrschaftszentrums, sei sie machtpolitisch, diplomatisch oder durch die besondere kulturelle Vorbildlichkeit des jeweiligen Hofes begründet. Zum anderen ergibt sie sich in vielen Fällen durch die Bevorzugung überregionaler Ausgleichsformen durch die Kanzleischreiber, sei es durch bewusste Sprachwahl oder durch die Beteiligung von Sprechern bzw. Schreibern aus verschiedenen dialektalen Regionen der verwendeten Sprache.